# NOW (Türkei)
NOW ist ein türkischer privater Fernsehsender.

## Geschichte

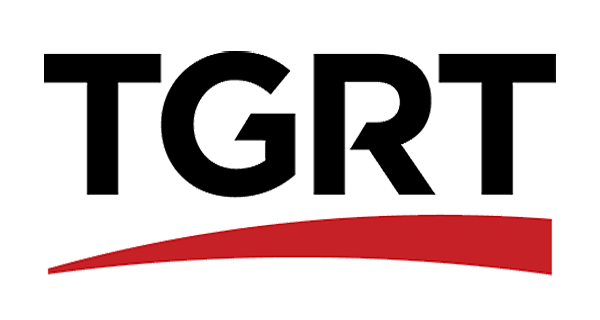
Historisches Logo

Der Fernsehsender wurde am 23. April 1993 von der İhlas Yayın Holding unter dem Namen TGRT (Türkiye Gazetesi Radyo Televizyonu; Deutsch: Radio und Fernsehen der Zeitung Türkiye) gegründet. Ursprünglich war TGRT ein konservativer Sender, der sich stark an den Werten und der Leserschaft der Zeitung "Türkiye" orientierte. Im Jahr 2004 erwarb die İhlas-Gruppe den Sender vollständig, bevor sie ihn am 23. Juli 2006 an das amerikanische Medienunternehmen News Corporation verkaufte, das Rupert Murdoch gehört. Mit diesem Verkauf wurde TGRT der erste ausländische, landesweit sendende Fernsehsender in der Türkei.
Am 24. Februar 2007 wurde der Sender in FOX umbenannt, was die Marke als Teil des globalen FOX-Netzwerks etablierte. Der Sender wurde von 2007 bis 2009 unter dem Namen FOX Turk mit eigenem Werbefenster in Europa ausgestrahlt, wodurch er auch in der türkischen Diaspora in Europa an Popularität gewann. Die Einführung von HD-Sendungen am 1. Juli 2012 war ein weiterer Schritt zur Modernisierung des Senders. Am 11. August 2010 änderte FOX sein Logo zunächst in ein dreidimensionales Design, kehrte aber später zu einem halbtransparenten Logo zurück und wechselte gleichzeitig zum 16:9-Format, was die Anpassung an internationale Standards im Fernsehen widerspiegelte.
Ein wichtiger Punkt in der Geschichte von FOX Türkiye war die Aufspaltung der News Corporation in zwei eigenständige börsennotierte Unternehmen am 28. Juni 2013. Infolgedessen ging der Sender an die 21st Century Fox über, die das Film- und Fernsehgeschäft weiterführte. Im März 2019 wurde FOX Türkiye, zusammen mit anderen Kanälen der 21st Century Fox, von der Walt Disney Company für 71,3 Milliarden Dollar übernommen.
Am 8. Januar 2024 wurde bekannt gegeben, dass FOX in der Türkei ab Februar 2024 einen neuen Namen bekommen würde, was auf das Auslaufen der Namensrechte von Disney an FOX zurückzuführen ist. Tatsächlich wurde der Sender am 12. Februar 2024 in NOW umbenannt, um Verwechslungen mit den bestehenden Marken Star TV und FX in der Türkei zu vermeiden. Trotz dieser Namensänderung blieb das Format und die Programmstruktur des Senders unverändert, was zeigt, dass die Umbenennung eher eine strategische Markenentscheidung war, als dass sie tiefgreifende Auswirkungen auf den Inhalt des Senders hatte.

## Programm
Während FOX Sender International FOX Original Serien zeigt, fokussiert FOX Türkei mehr auf Eigenproduktionen. FOX präsentiert ein Vollprogramm von Nachrichtensendungen bis zu Unterhaltungsprogrammen aller Art. Zum Programm gehören die Fernsehserie Muhteşem Yüzyıl Kösem, die Fortsetzung der international erfolgreichen Serie Muhteşem Yüzyıl, sowie die ebenfalls auch im Ausland ausgestrahlte Serie O Hayat Benim. Die Hauptnachrichtensendung „FOX Haber“ mit der Journalistin Nazlı Tolga (bis 2013) und Anchorman Fatih Portakal gilt als regierungskritische Nachrichtensendung. Zum 100. Geburtstag der Türkei zeigte FOX einen Teil des Atatürk-Films, der Eigentlich auf Disney+ veröffentlicht werden sollte.
Die Regulierungsbehörde RTÜK verhängte gegen den Sender eine Geldstrafe sowie ein mehrtägiges Ausstrahlungsverbot für bestimmte Sendungen wegen seiner Berichterstattung über das Erdbeben am 6. Februar 2023.

### Wöchentliche Serien
Hier handelt es sich um eine Liste von Fernsehprogrammen, die bereits auf FOX Türkiye ausgestrahlt wurden oder derzeit ausgestrahlt werden.
- 2023-: Ruhun Duymaz (Dein Geist hört nicht) (montags um 20:00 Uhr)
- 2023-: Yaz Şarkısı (Sommerlied) (sonntags um 20:00 Uhr)
- 2023-: Kısmet (Das Schicksal) (freitags um 20:00 Uhr)
- 2023-: Yabani (Wild) (dienstags um 20:00 Uhr)[7]
- 2023-: Bambaşka Biri (Jemand Anderes) (montags um 20:00 Uhr)[8]

Die TV-Serien von Fox Turkey in der Saison 2021–2022 sind Yasak Elma, Evlilik Hakkında Her Şey, Kanunsuz Topraklar, Aşk Mantık İntikam, Yalancılar ve. Die TV-Serien, die auf dem Kanal starten werden, sind El Kızı, Elbet Bir Gün und Oasis (Hauptdarsteller: Hazal Kaya, Buğra Gülsoy, Ozan Dolunay).

## Belege
1. ↑  Murdoch, TGRT’ye 98 milyon dolar verdi, Türkiye’ye Ertegün’le girdi. 25. Juli 2006, abgerufen am 18. August 2024 (türkisch).
2. ↑  Emily St James: Here’s what Disney owns after the massive Disney/Fox merger. 20. März 2019, abgerufen am 18. August 2024 (amerikanisches Englisch).
3. ↑  Disney Dropping ‘Fox,’ Rebranding Division as 20th Century Studios – Variety. 22. Mai 2020, abgerufen am 18. August 2024.
4. ↑  Şimdi Değişim Zamanı - FOX Şimdi NOW Oluyor! | FOX. 1. Februar 2024, abgerufen am 18. August 2024.
5. ↑  Celal Çakar: „Ich fühle mich in der Türkei nicht mehr sicher“. Welt.de, 21. Januar 2016, abgerufen am 10. Februar 2017.
6. ↑  Strafen gegen drei türkische TV-Sender wegen Berichten nach Erdbeben. Für kritische Berichterstattung über Präsident Erdogan bekannt. In: Der Standard. 23. Februar 2023, abgerufen am 24. Oktober 2023.
7. ↑   Yabani Series Schedule Guide, Trailer and Season 1 Preview and All Details (Memento des Originals vom 29. August 2023 im Internet Archive), TurkBinge, 29. August 2023 (türkisch).
8. ↑   Bambaşka Biri Daily Web Series Chapter Release (Memento des Originals vom 24. August 2023 im Internet Archive), TurkBinge, 24. August 2023 (türkisch).